# Karl XII:s officerare
Karl XII:s officerare är en sammanställning på två volymer av cirka 20 000 officerare under Karl XII, sammanställd av Adam Lewenhaupt. Anteckningarna innehåller uppgifter från de lägre graderna och uppåt. Vid varje person finns det biografiska data och genealogiska upplysningar.

## Kända officerare
- Carl Gustaf Armfeldt d.ä.
- Wilhelm Julius Coyet
- Carl Gustaf Creutz
- Otto Fredrik Düring
- Ernst Detlof von Krassow
- Adam Ludwig Lewenhaupt
- Carl Piper
- Gustaf Fredrik von Rosen (1688–1769)